# Malte Oredsson
Sven Malte Oredsson, född 17 mars 1922 i Kristianstads församling, Kristianstads län, död 1 september 2001 i Södra Mellby församling, Skåne län, var en svensk ämbetsman.

## Biografi
Efter att ha avlagt realexamen i Ronneby 1937 och studentexamen i Kristianstad 1940 sökte Oredsson och fick friplats (befrielse från terminsavgiften) på Handelshögskolan i Stockholm. Där avlade han civilekonomexamen (DHS) hösten 1943. Redan dessförinnan hade han fått anställning på dåvarande Riksräkenskapsverket (numera Riksrevisionen) där han blev byråchef. Efter att ha varit sekreterare i flera statliga utredningar, bland annat 1948 års budgetutredning och 1948 års läkarutbildningskommitté, blev Oredsson budgetsekreterare i Finansdepartementet 1957. Under åren 1962–1967 var han sparbanksinspektör i Bankinspektionen. Sistnämnda år utnämndes Oredsson till generaldirektör och chef för Försäkringsinspektionen. Med denna tjänst följde uppdraget att vara ordförande i Krigsförsäkringsnämnden. Oredsson pensionerades 1986.
Malte Oredsson var brorson till Edvard Oredsson. Han var son till stationsmästaren Sven Rikard Oredsson och Ida Oredsson, född Jönsson.